# Новиков, Алексей Евгеньевич
Алексе́й Евге́ньевич Но́виков (укр. Олексій Євгенович Новіков; род. 11 февраля 1996, Киев) — украинский стронгмен и тяжелоатлет.
Четырёхкратный обладатель титула «Самый сильный человек Украины» (2016, 2017, 2018, 2019) и обладатель титула World’s Strongest Man 2020. Стал вторым украинцем, завоевавшим этот почётный титул после Василия Вирастюка в 2004 году.
Установил мировой рекорд в становой тяге с результатом 538,6 кг килограмма. Также является действующим мировым рекордсменом в жиме лёжа с шиной Хаммера, жиме Флинстоуна и жиме гантели одной рукой на повторения в трёх весовых категориях: 100, 110 и 125 килограмм.

## Биография
Родился 11 февраля 1996 года в Киеве, где и провёл детские годы.
С 16 лет начал заниматься силовыми видами спорта.

## Образование
Окончил Голосеевский лицей.
В 2022 году завершил обучение в Киевском национальном торгово-экономическом университете (КНТЭУ).

## Карьера

### Начало пути
В 2017 году одержал победу турнире «Giant Live» в Ирландии, что дало ему право участвовать в соревновании «World’s Strongest Man» в апреле-мае следующего года. А в начале марта 2018 года выиграл турнир для любителей «Arnold Amateur World Championship», проходивший в Колумбусе. Это соревнование является отборочным на «Arnold Strongman Classic», где десять сильнейших спортсменов мира соревнуются за победу.
В апреле 2019 года Алексею удалось выиграть Arnold Strongman Classic South America и пройти отборочный тур на Arnold Strongman Classic 2020. В июне того же года украинский тяжелоатлет принял участие в своём первом конкурсе World’s Strongest Man, где по результатам забега в своей весовой группе спортсмену удалось победить 4-кратного чемпиона мира Брайана Шоу. Новиков занял 2 место, опередив Трея Митчелла на 7 баллов.
Также в период с 2016 по 2019 год ежегодно побеждал в конкурсе «Самый сильный человек Украины».

### 2020
В марте этого года Новиков выступил на турнире Arnold Strongman Classic, заняв 5-е место, улучшив свой прошлогодний результат. В мае стронгмен принял участие в первом сезоне серии World’s Ultimate Strongman и установил мировой рекорд в жиме гантели весом 100 килограмм на повторения. Алексею удалось выполнить 11 повторений.
В ноябре, в отсутствие многолетнего фаворита Матеуша Келишковского и Мартинса Лициса, который не участвовал в соревнованиях из-за травмы, Новиков завоевал свой первый титул «World’s Strongest Man». Алексей стал вторым самым молодым человеком, после Йоуна Паудля Сигмарссона, победившего в 1984 году, одержавшим победу в соревнованиях в возрасте 24 лет.
В соревнованиях по становой тяге установил новый мировой рекорд, подняв 538,6 килограмм. А в декабре принял участие в первом ежегодном турнире «Shaw Classic», заняв 3-е место.

### 2021
Этот год стал значимым для карьеры Алексея Новикова в виду победы на шоу «World’s Ultimate Strongman», Бахрейне и Дубае. В июле выиграл «Giants Live Strongman Classic» в Royal Albert Hall в Лондоне. Однако на турнире «World’s Strongest Man 2021» он занял 4-е место в забеге, не сумев пройти в финал.
В октябре занял 3-е место на первых соревнованиях силачей «Rogue Invitational».

### 2022
В марте тяжелоатлет занял 2-е место на турнире «Arnold Strongman Classic 2022». Позже он стал победителем конкурса «Сильнейший человек Европы 2022», несмотря на ограниченные возможности для тренировок из-за политической ситуации в Украине.
В июне он занял 3-е место на «World’s Strongest Man», несмотря на то, что выиграл 3 из 6 соревнований в финале. А в августе завоевал лишь 4-е место на турнире «Shaw Classic 2022», побив в первый же день два мировых рекорда: максимальный мертвый подъем на шинах «Хаммер» и 8 повторений с цирковой гантелью весом 110 килограмм.
В октябре на турнире «Rogue Invitational» Новиков стал победителем соревнований с одним из самых больших призовых фондов в истории стронгмена.

### 2023
В апреле этого года занял 3-е место на «World’s Strongest Man» второй раз подряд.

## Личные рекорды
В 2020 году украинский силач установил новый мировой рекорд в становой тяге с результатом 538.6 килограмм. Очевидцы этого события, как и тренер спортсмена не могли поверить в случившиеся:
Неужели мы этого добились? У нас получилось! Как будто растворяешься полностью, всё уходит, что вокруг тебя находилось. Все переживания, все пять дней постоянного напряжения. Все звонят, беспокоятся. Груз сразу падает с плеч, идёт расслабление, приятное ощущение, теплота, улетаешь в нирвану какую-то. — рассказал тренер Новикова Сергей Осипчук
Этот год для Алексея обернулся фантастическими результатами: в последний день весны он установил не менее уникальный рекорд на онлайн турнире «Подвиг силы». Перед Новиковым была поставлена задача в каждом повторении поднять гигантскую гантель к плечу и выжать её, зафиксировав локоть, на максимальное количество повторений за 75 секунд. Алексею удалось сделать 11 повторений. Для выполнения подобных силовых упражнений нужна серьёзная не только физическая, но и психологическая подготовка.

#### Другие рекорды
- Гантель для повторений — 100 кг × 11 повторений (World’s Ultimate Strongman, серия Feats of Strength, 2020, мировой рекорд[5])
- Цирковая гантель для повторений — 110 кг × 8 повторений (Shaw Classic 2020, мировой рекорд)
- Гантель для повторений — 125 кг × 7 повторений (мировой рекорд)
- Мёртвая тяга в экипировке — 453,5 кг (2021 год, чемпионат мира по мёртвой тяге)
- Мёртвая тяга со штангой — 391 кг
- Пресс на оси — 190 кг (2021 Giants Live Strongman Classic)
- Жим бревна на повторы — 180 кг × 4 повторения
- Жим штанги Флинстоуна (за шею) — 246 кг (2022 World’s Strongest Man, мировой рекорд)
- Мёртвая тяга шин Хаммера — 549 кг (мировой рекорд)
- Приседание с двойным Т (экипированное) — 411 кг (2022 Arnold Strongman Classic[10])
- Приседание — 350 кг